# Ryan Burnett
Ryan Burnett est un boxeur nord-irlandais né le 21 mai 1992 à Belfast.

## Carrière
Passé professionnel en 2013, il devient champion d'Angleterre des poids coqs en 2015 puis champion du monde IBF de la catégorie le 10 juin 2017 après sa victoire aux points contre Lee Haskins. Burnett réunifie les ceintures IBF et WBA le 21 octobre 2017 en battant aux points Zhanat Zhakiyanov. En février 2018, il laisse sa ceinture IBF vacante puis conserve la ceinture WBA le 31 mars 2018 en disposant de Yonfrez Parejo à l'issue des 12 rounds. Il est en revanche battu le 3 novembre 2018 par abandon au 4e round contre Nonito Donaire.